# Juan Bautista de Orendain y Azpilcueta
Juan Bautista de Orendain y Azpilcueta (Segura, 19 d'octubre de 1683 - Madrid, 21 d'octubre de 1731/1733) va ser un polític i noble espanyol, actiu durant els regnats de Felip V i Lluís I.
Prototip de l'hidalgo rural de les províncies basques, era fill de León de Orendain Gulisasti y d'Ana María de Azpilcueta. Des de la seva posició de secretari i gràcies a les seves grans aptituds, va anar escalant socialment a Guipúscoa. El 1707 era alcalde de Segura, on havia nascut. L'any següent es va traslladar a Yepes, amb motiu del seu casament amb Hipólita Casado Busto, dama d'origen castellà; el matrimoni no tingué descendència.
Més tard es traslladà a Madrid, on va tenir relació amb homes de negoci bascs. La seva aparició a la cort fou gràcies al marquès de Grimaldo, del qual es té constància que, després, va recelar del seu protegit i hi conspirà en contra. No obstant això, durant el regnat de Felip V va exercir els càrrecs de Conseller d'Estat, i primer Secretari d'Estat i del Despatx Universal. El 1724, com a secretari d'aquest darrer despatx, va participar del gabinet assessor de govern de Lluís I, que havia d'assessorar al monarca en els assumptes d'estat a causa de la seva inexperiència. A la mort als pocs mesos del nou rei, a diferència d'altres ministres del gabinet assessor, Orendain comptà amb la total confiança d'Isabel Farnese i continuà al Despatx Universal i després al d'Hisenda. Durant l'etapa de Ripperdá, Orendain va col·laborar amb aquest ministre, però després fou l'encarregat de detenir-lo.
Esdevingué comanador de Segura de la Sierra (Jaén) a l'Orde de Santiago, a la qual va ingressar el 1730.
Va participar com a diplomàtic en diverses negociacions de pau, en especial la que resolgué, finalment, la Guerra de Successió Espanyola. El 25 de maig de 1725, Felip V li va atorgar el títol de Marquès de la Pau i la Grandesa d'Espanya de primera classe, per la seva encertada i hàbil tasca diplomàtica a la Pau de Viena.